# Tomatensoep

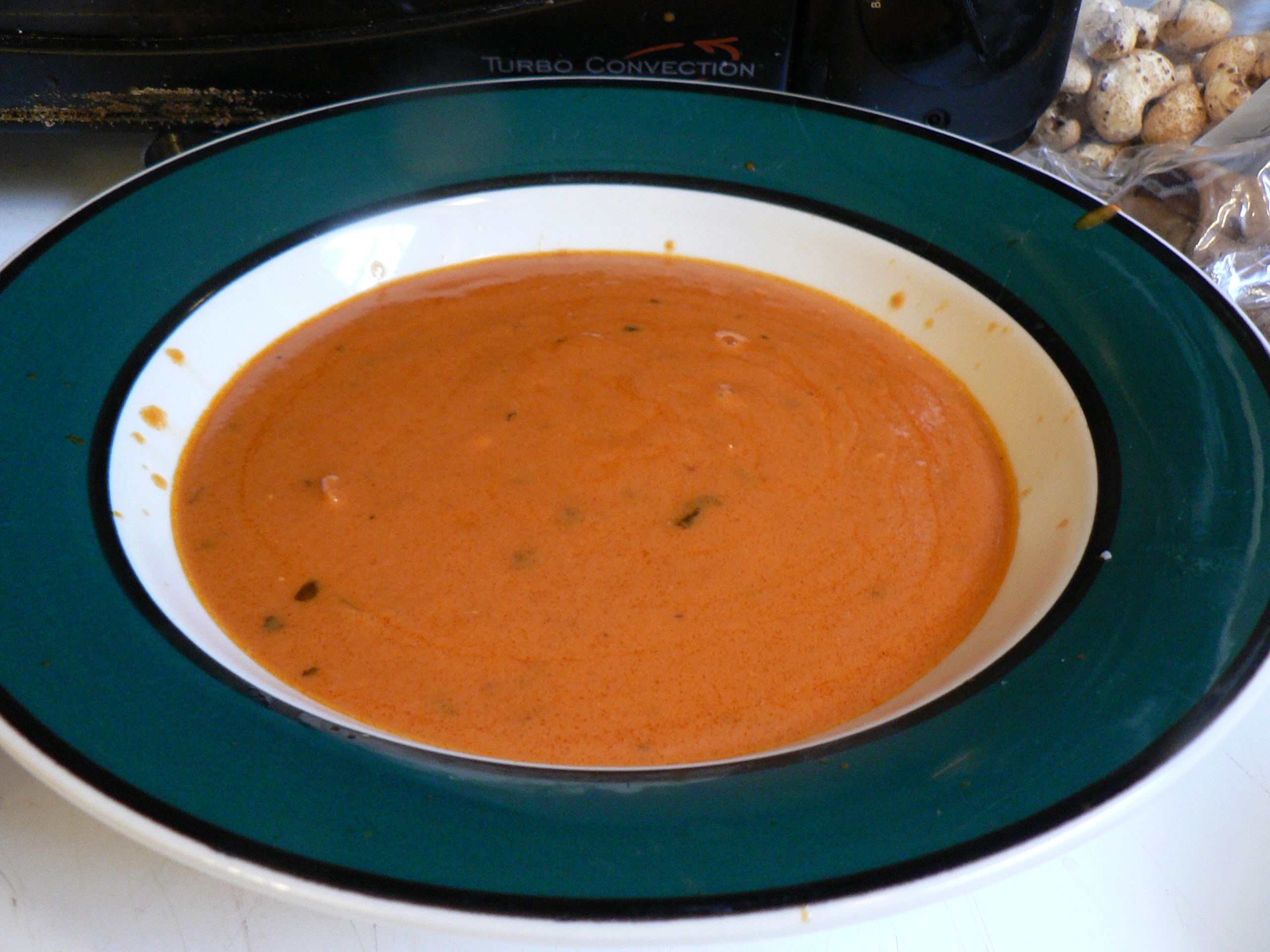
Tomatensoep

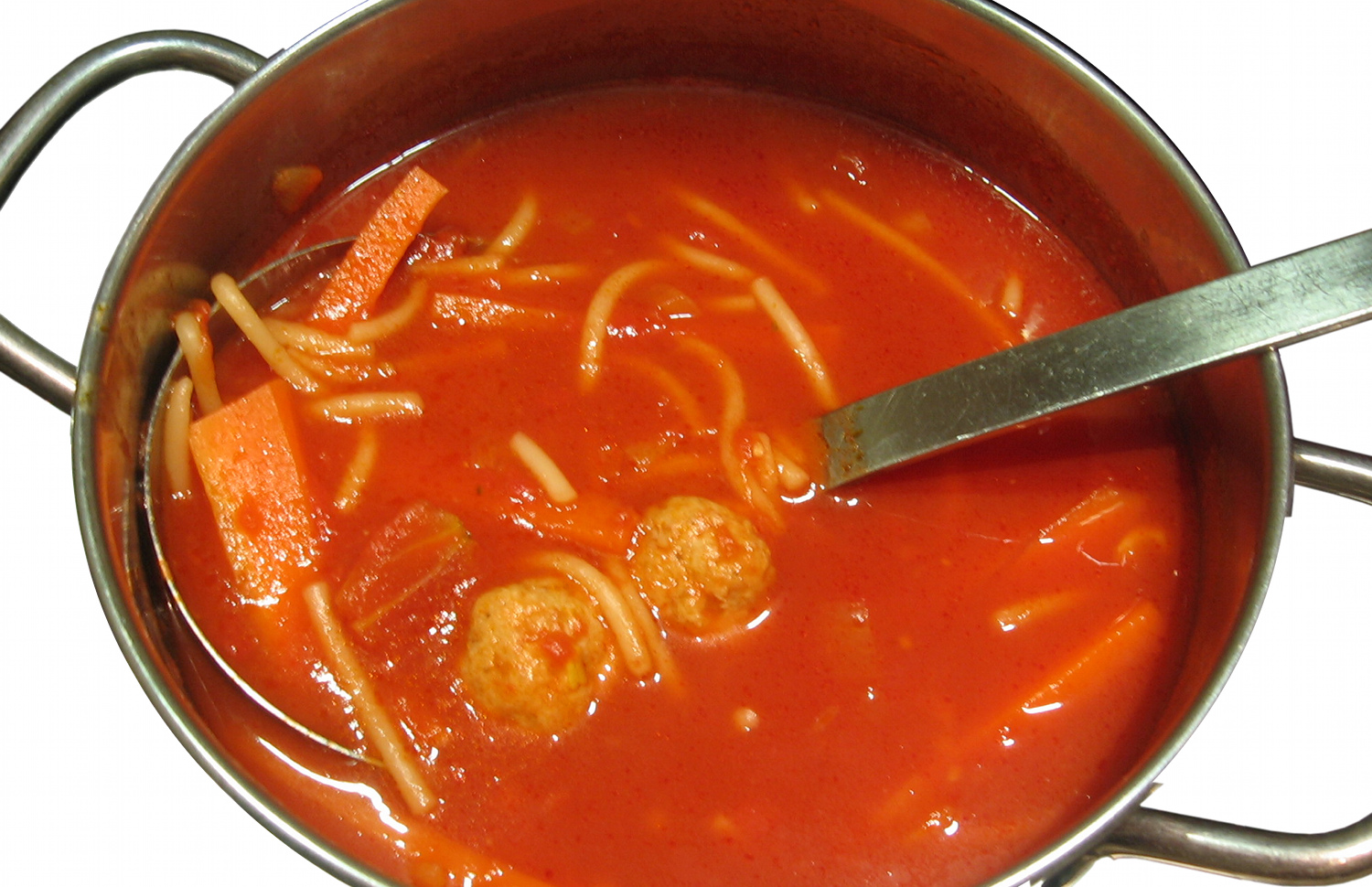
Tomatensoep met gehaktballetjes, vermicelli en wortelreepjes

Tomatensoep is een soep op basis van tomaten en eventueel andere groenten, gehaktballetjes of rundvlees, croutons, kruiden en/of specerijen. 
Het bereiden kan op verschillende manieren. Zo kan gebruikgemaakt worden van reeds gepureerde tomaten of van verse, ontvelde tomaten. Deze worden tot moes gekookt, en verdund met bouillon. Dit wordt gezeefd tot de uiteindelijke basissoep. 
Voor de toevoeging van groenten en andere onderdelen van de soep bestaan veel verschillende recepten, zodat er veel variaties op de tomatensoep zijn. 

## Witte tomatensoep
Witte tomatensoep krijgt men door de bereide soep door een doek te zeven zodat de rode bestanddelen uit de soep worden gefilterd. Daarna wordt voor kleur en smaak nog wat room toegevoegd. 

## Kindermenu
Tomatensoep wordt vaak gewaardeerd door kinderen. Het kan een simpele, gladde soep zonder groenten zijn, zodat de kinderen geen hinder ondervinden van de stukjes groenten en/of gehakt.